# Conor Washington
Conor James Washington (ur. 18 maja 1992 w Chatham) – północnoirlandzki piłkarz pochodzenia angielskiego występujący na pozycji napastnika w angielskim klubie Sheffield United oraz w reprezentacji Irlandii Północnej. W swojej karierze grał także w takich klubach, jak St Ives Town, Newport County oraz Peterborough United. Znalazł się w kadrze na Mistrzostwa Europy 2016.